# 보리스 고르바초프
보리스 세르게예비치 고르바초프(러시아어: Борис Сергеевич Горбачёв: 1892년 8월 19일-1937년 7월 3일)는 소련의 군인이다. 최종 계급은 콤코르(군단장, 3성장군). 벨라루스 태생으로 제1차 세계대전 당시 제국군에서 복무했다. 소련으로 넘어간 뒤 모스크바 군관구 사령관(1935년-1936년), 우랄 군관구 사령관(1937년)을 역임했다. 대숙청 와중인 1937년 5월 3일 체포되어 2달 후 처형되었다. 스탈린이 죽고 나서 1956년 복권되었다.